# Medical Center
Medical Center va ser una sèrie de televisió estatunidenca, emesa per la cadena CBS entre 1969 i 1976. Fou produïda per MGM Television.

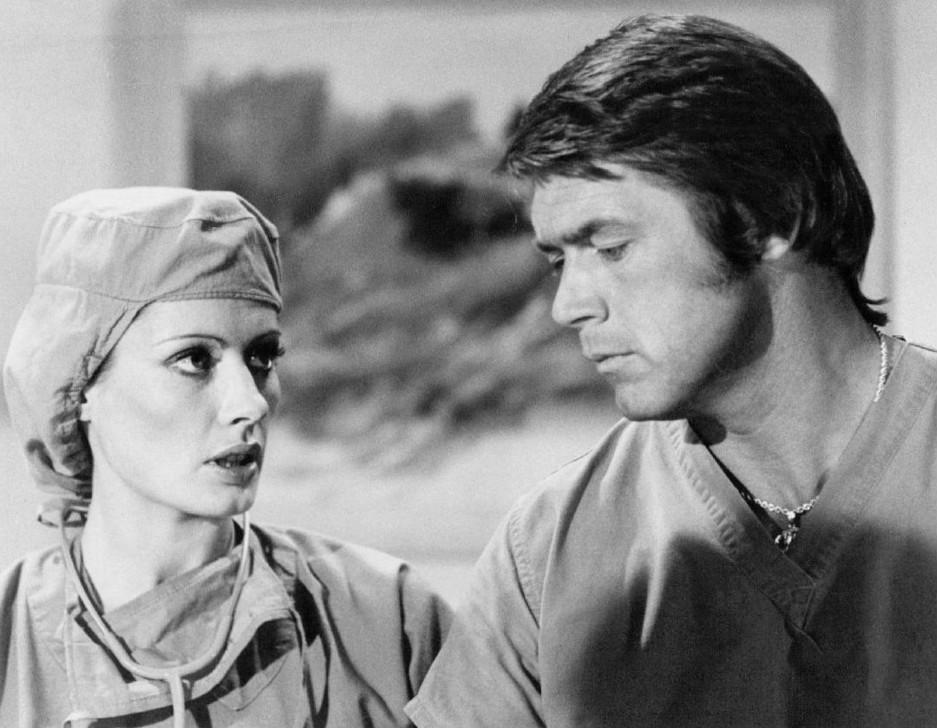
Chad Everett, 1975

## Argument
La sèrie és protagonitzada per James Daly com el doctor Paul Lochner i Chad Everett com el doctor Joe Gannon, cirurgians que treballaven en un hospital universitari sense nom de Los Angeles. La sèrie se centra tant en la vida dels metges com en els pacients presentats cada setmana. El nucli de la sèrie mostra la tensió entre joventut i experiència, tal com es veu entre els Drs. Lochner i Gannon. A més de la seva tasca com a cirurgià, Gannon, a causa de la seva edat, també treballa com a cap del departament de salut dels estudiants de la Universitat. Ajuda als metges la molt eficient infermera Eve Wilcox, interpretada per Audrey Totter. Va començar com a paper secundari, però finalment va assolir l'estatus de co-estrella a partir del 1972. Wilcox es va convertir en habitual després que dues infermeres similars (Nurse Chambers, interpretada per l'actriu Jayne Meadows; i la infermera Murphy interpretada per l'actriu Jane Dulo) haguessin fet bàsicament les mateixes funcions que Wilcox.

## Repartiment
- James Daly - Dr. Paul Lochner
- Chad Everett - Dr. Joe Gannon
- Chris Hutson - Nurse Courtland
- Virginia Hawkins - Nurse Evvie Canford

## Premis[calcitació]
- 1970 - Globus d'Or a la millor sèrie de televisió dramàtica
- 1972 - TP d'Or al millor actor estranger per Chad Everett